# Куфферат, Хуберт Фердинанд
Хуберт Фердинанд Куфферат (нем. Hubert Ferdinand Kufferath; 10 июня 1818, Мюльхайм-ан-дер-Рур — 23 июня 1896, Брюссель) — немецко-бельгийский композитор и музыкальный педагог. Младший из братьев Куфферат, отец Мориса Куфферата.
Учился первоначально как скрипач и пианист у своего старшего брата Иоганна Германа — сперва в родном Мюльхайме, затем в Утрехте, куда тот уехал преподавать. Позднее занимался в Лейпциге у Феликса Мендельсона (фортепиано и композиция) и Фердинанда Давида (скрипка). Мендельсон высоко ценил Куфферата и в 1839 году организовал его дебютное выступление на Нижнерейнском музыкальном фестивале в Дюссельдорфе, которым в тот год руководил.
В 1841—1844 гг. Куфферат руководил мужским хором в Кёльне. В 1844 г. обосновался в Брюсселе, концертировал как пианист, вёл класс композиции в Брюссельской консерватории, где среди его учеников были Эдгар Тинель, Август де Бук, Адольф Биарент. Дом Куфферата был одним из центров музыкальной жизни Брюсселя; в нём выступали, в частности, Клара Шуман и Йозеф Иоахим.
Среди сочинений Куфферата — симфония (1847), камерная и фортепианная музыка, песни. Прежде всего он, однако, был известен хоровыми произведениями и, в частности, учебным пособием «Практическая хоровая школа» (фр. École pratique du choral), оказавшим значительное влияние на становление бельгийского хорового музицирования.